# Ocell de tempesta carablanc

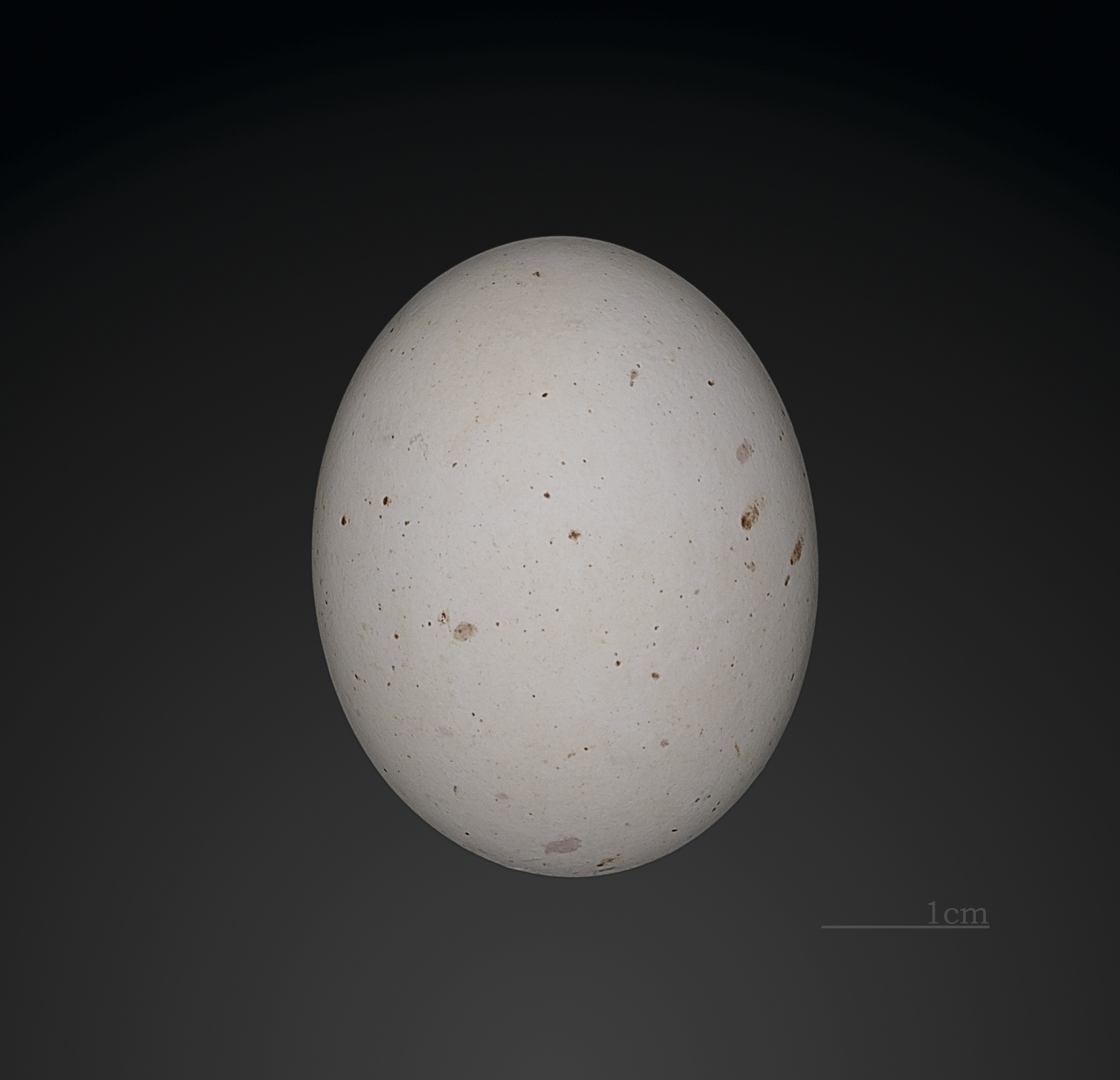
Pelagodro mamarina

L'ocell de tempesta carablanc (Pelagodroma marina) és un petit ocell marí de la família dels oceanítids (Oceanitidae), única espècie del gènere Pelagodroma. És un ocell pelàgic que habita l'Atlàntic Nord i Sud, zona occidental del Pacífic Sud, i zona tropical del Pacífic i de l'Índic. Cria en illes remotes de l'Atlàntic Sud, com Tristan da Cunha, a l'Atlàntic nord, a Canàries, Salvatges i Cap Verd, costa sud-oest i sud d'Austràlia, Nova Zelanda, Chatham, Auckland i Kermadec. Nia en colònies prop del mar, en esquerdes de les roques, on pon un únic ou. És estrictament nocturn durant les visites a terra en època de reproducció per a evitar els predadors, i fins i tot evita anar a terra en les nits de lluna clara.
Fa 19-21 cm de llargària, amb una envergadura de 41-44 cm. Capell i clatell marró grisenc. Part posterior del coll i superior del dors gris. Ales brunes per sobre amb primàries negres. Gropa grisa i cua curta, quadrada i negra. Front i cara blanca amb una taca negra a sota de l'ull. Parts inferiors i infracobertores alars blanques. Bec i potes negres, amb membranes interdigitals grogues.
Té un vol directe i sol saltar sobre l'aigua amb les potes, relativament llargues, penjant, mentre s'alimenta d'elements planctònics de la superfície de l'oceà. És molt sociable.